# María Escribano
María Antonia Escribano Sánchez (Madrid, 24 de enero de 1954 - íb., 22 de diciembre de 2002) fue una compositora española.

## Biografía
Con Antón García Abril y Roman Alis. Continuó sus estudios en música contemporánea con los compositores Carmelo Bernaola, Cristóbal Halffter y Tomás Marco, con Rodolfo Halffter en el Festival de Granada, Mauricio Kagel y György Ligeti en Darmstadt y Colonia, Luis de Pablo en Madrid, Arturo Tamayo en Friburgo. Estudió orquestación y composición con Leonardo Balada en la Carnegie Mellon University en Pittsburgh. Después de completar sus estudios, se trasladó a Ávila y allí trabajó como compositora y profesora de música.
En 1978 recibió una beca para creadores de la Fundación Juan March, y fue compositora residente durante tres años en la Roy Hart Theatre Company en Francia, donde también trabajó como pianista y actriz. Colaboró con la pianista, musicóloga y cantante Ana Vega Toscano para el Spell of Robin Hood, y dirigió el Creation Center AGAD en Arenas de San Pedro, Ávila, con el actor y director Manuel Azquinezer.
Escribano fue activa como profesora de música y creó "El jardín de la música" en Madrid en el Centro El Ardal, para niños de tres a dieciséis años, centrándose en la improvisación y la composición. También condujo un programa de música para niños de 18 meses a tres años. 
Escribano murió en Madrid.

## Obra
Las obras selectas incluyen: 
- Habanera Del Agua
- Mujer De Aguas Dulces
- Paradisi porta
- "L'histoire d'un are

### Discografía
Las composiciones de Escribano fueron grababas en disco, incluyendo:
- Voces de una tradición, María Escribano, 1983
- La Herencia Judía en España María Escribano y Maite Hernan Gómez 1992
- Stories and Songs of the Media Lunita, Antonio Rodríguez Almodóvar, publicada por Gateway y Editorial ANAYA.
- Women and Music, (No. 3 de la pianista Susana Marín y No. 12, Madrid)
- Spell of Robin Hood, incluyendo 7 obras para solo de piano, y piano y electroacústica.